# Colores
Colores é o sexto álbum de estúdio do cantor colombiano J Balvin. Foi lançado em 19 de março de 2020, através da Universal Music Latin.

## Antecedentes
O conceito central do álbum é cores, com cada faixa com o nome de uma cor do arco-íris. Balvin colaborou com o artista japonês Takashi Murakami nos videoclipes, nas artes dos álbuns e nas obras de arte únicas, que destacam as flores de Murakami, além da marca de roupas americana Guess em uma coleção de cápsulas inspirada no álbum.
O álbum foi anunciado inicialmente no final de janeiro de 2020.

## Lista de faixas
Lista de faixas adaptadas do Apple Music.